# Deroplia lorenzoi
Deroplia lorenzoi är en skalbaggsart som beskrevs av García 2002. Deroplia lorenzoi ingår i släktet Deroplia och familjen långhorningar. Inga underarter finns listade i Catalogue of Life.